# Lunar Leepers
Lunar Leepers, aussi publié sous le titre Lunar Leeper, est un jeu vidéo de type shoot 'em up humoristique créé par Chuck Bueche et publié par Sierra On-Line en 1982 sur Apple II, Atari 8-bit, Commodore 64 et VIC-20. Le jeu se déroule dans un univers de science-fiction. Dans sa première partie, le joueur pilote un vaisseau spatial et doit sauver les membres de son équipage dans une vallée peuplé de créatures extraterrestres, les Leepers. Il doit pour cela éviter ces derniers ou leur tirer dessus. Après avoir sauvé son équipage, le joueur doit conduire son vaisseau dans une caverne peuplée d’autres créatures et défendue par des pièges. À sa sortie, le jeu est plutôt bien reçu par les critiques. Le magazine Softline le juge ainsi « addictif » et le magazine Ahoy! Le décrit comme un jeu « original, mignon et extrêmement difficile »,,.